# Bop Bop
«Bop Bop» es una canción grabada por la cantante rumana Inna para su cuarto álbum de estudio homónimo (2015). Con la colaboración del cantante estadounidense Eric Turner, fue lanzada en formato digital el 14 de julio de 2015 por Roton y Empire Music. La pista fue escrita por Sebastian Barac, Carl Bjorsell, Marcel Botezan, Julimar Santos, Thomas Troelsen y Turner, mientras que la producción fue manejada por Bjorsell, Troelsen, Turner y Play & Win. «Bop Bop» es una canción dance pop, que ha sido descrita como un alejamiento de los trabajos previos de la cantante.
El sencillo ha recibido reseñas positivas por parte de los críticos de música, quienes elogiaron la entrega vocal de Inna y Turner, y fue galardonado como la «Mejor Canción Dance-Pop» en los RRA Awards del 2015. Un video musical para la pista—que fue transmitido en gran medida en la televisión rumana—fue filmado por Dimitri Caceaune, John Perez y David Gal en Bucarest, y subido al canal oficial de Inna en YouTube el 13 de julio de 2015. Promovida por varias presentaciones en vivo, «Bop Bop» alcanzó el puesto número dos en la lista Airplay 100 de Rumania, y el número 94 en la lista Polish Airplay Top 100 de Polonia.

## Composición
La canción fue escrita por Sebastian Barac, Carl Bjorsell, Marcel Botezan, Julimar Santos, Thomas Troelsen y Eric Turner, mientras que la producción fue manejada por Bjorsell, Troelsen, Turner y Play & Win. Musicalmente, «Bop Bop» es una pista dance pop con una producción «cohesiva» y ritmos «atrayentes». Mientras que Turner ofrece vocales para el refrán—que consiste casi en su totalidad en el nombre de la canción—Inna es responsable de las estrofas. El sitio web LGTB español Grupo EGF afirmó que el ritmo de la canción es «bailable», explicando además que incorpora un «ambiente retro» y una «mezcla de sonidos interesantes». Hitfire vio a «Bop Bop» como un alejamiento de los trabajos previos de Inna. Haciendo eco de aquello, la cantante confesó en una entrevista con la estación de radio rumana Kiss FM:

«Es una colaboración con uno de mis amigos de la industria musical internacional, Eric Turner, un chico muy talentoso de Suecia, y con los chicos de Play & Win. Es muy particular. Considero que pasé por todas las etapas, desde las palomitas de maíz hasta la música de baile, club y pop, así que considero que he alcanzado una madurez que me permite lanzar una canción que me gusta, que me mueve en un club y me da ganas de escucharla en la radio, y estoy muy satisfecha»

## Recepción
Tras su lanzamiento, «Bop Bop» ha recibido reseñas positivas por parte de los críticos de música. Jaromír Koc, del sitio web checo Musicserver, elogió la contribución de Turner a la canción a través de su voz «inusualmente colorida». Mientras que Olivio Umberto, de la publicación italiana R&B Junk, encontró que Inna había cambiado su «fórmula» al no colaborar con un rapero sino que con otro cantante, Grupo EGF etiquetó a «Bop Bop» como «pegadiza» y «madura», elogiando además la interpretación de Turner. El sitio web de música Hitfire escribió que el título de la canción es «simple», y aplaudió su refrán junto con la entrega vocal de Inna. La propia cantante dijo que el sencillo es «alegre», «loco» y «energético».
Comercialmente, «Bop Bop» debutó en la posición número 64 en la lista Airplay 100 de Rumania el 26 de julio de 2016, convirtiéndose en su cuarta entrada de la semana junto con «Mai stai» (posición 47), «Diggy Down» (posición 61) y «We Wanna» (posición 76). Posteriormente, la pista ascendió 37 puestos al número 27 en su siguiente semana, y alcanzó su punto máximo en el número dos el 11 de octubre de 2015. El sencillo también alcanzó el número 94 en la lista Polish Airplay Top 100 de Polonia. De manera adicional, «Bop Bop» fue galardonada como la «Mejor Canción Dance-Pop» en los RRA Awards del 2015, donde fue nominada junto con «Când vremea e rea» (2015) de Sore y «Falava» (2015) de Andra.

## Video musical

### Antecedentes y lanzamiento
El estreno del video musical de acompañamiento para «Bop Bop» fue precedido por un teaser el 9 de julio de 2015, presentando una secuencia corta de Inna con seis bailarines de respaldo interpretando una coreografía sincronizada en un escenario. Mientras que los bailarines aparecen vestidos con trajes blancos y negros, la cantante luce uno brillante y plateado. Tres videos adicionales fueron lanzados durante julio de 2015 en los que la pista se reproduce por primera vez para unas personas no especificadas de Los Ángeles y otras estrellas rumanas; todos los videos lograron una recepción positiva por parte de los espectadores, quienes predijeron su éxito. La idea detrás del videoclip se basó en el deseo de Inna de crear un video de «moda», por lo que su ropa fue adquirida de marcas internacionales como Marni, Givenchy, HBA HOOD de Air, Balmain, KTZ, Ashish, Pierre Hardy y las diseñadoras rumanas Cristina Savulescu y Madalina Dorobantu de Pas du Tout. El video oficial de la pista fue eventualmente estrenado en el canal oficial de Inna en YouTube el 13 de julio de 2015, siendo filmado por Dimitri Caceaune, John Perez y David Gal en Bucarest, Rumania, con George Dascalescu desempeñándose como director de fotografía. El video no tiene una trama general.

### Sinopsis
El video empieza con un televisor antiguo que se enciende y muestra la palabra «BOP» en su pantalla. Después de esto, varias fotos de mujeres se ven dispersas en el suelo de una habitación oscura iluminada por una luz, seguido por Turner quien aparece cantando el primer estribillo de la canción en la pantalla del televisor. luciendo gafas de sol negras y una chaqueta plateada, mientras dos chicas lo ven. A continuación, se muestra a Inna cantando para sí misma frente a un espejo, y posteriormente aparece con un conjunto que consiste en un sombrero negro y una corbata. Para el segundo estribillo de «Bop Bop», la cantante y sus bailarines de respaldo realizan una coreografía sincronizada en un escenario.
Después de esto, Inna aparece con un vestido amarillo mientras está de pie en una escalera, con su sombra sin moverse hacia ella. Cuando se reproduce el desglose de la pista, se presenta a la artista acostada en una foto XXL de su rostro, y luego aparece junto con sus bailarines de respaldo aplaudiendo y realizando movimientos sutiles. El videoclip termina con Inna dentro de la pantalla del televisor mostrado al principio, antes de que la mujer que se muestra anteriormente lo apague. Escenas intercaladas en la trama principal muestran a unas personas realizando movimientos tribales, mientras que el marco del video está restringido verticalmente al centro de la pantalla, y dos chicas coquetean entre ellas.

### Recepción y análisis
Mientras que el sitio web Musicserver fue generalmente positivo con respecto al video musical, Tony Sokol, del sitio web estadounidense, KpopStarz lo llamó «alocado» y Grupo EGF notó un «ambiente lésbico» en él. El sitio web alemán Hitfire etiquetó la vestimenta usada en el videoclip como «interesante», elogiando además las actuaciones de los bailarines, y llamándo al video «recomendable». Jonathan Currinn, quien escribió para su propio sitio web, describió el video musical como «fashionista», y etiquetó la apariencia de Inna como «sexy» y «confidente». Currinn también comparó la aparición de Turner en la pantalla de televisión con la de Pitbull en el video de Inna «Good Time» (2014) y Flo Rida en el videoclip de The Saturdays «Higher» (2010), mientras comentaba positivamente acerca de la coreografía, aunque afirmando que «no es lo suficientemente profunda». El video musical alcanzó el puesto número dos en la lista TV Airplay Chart de Media Forest.

## Presentaciones en vivo y otros usos
«Bop Bop» estuvo presente en la lista de varios conciertos para promover el álbum de la cantante Inna y su edición japonesa Body and the Sun en Europa y Japón. De manera adicional, la cantante interpretó la canción para la estación de radio nativa Kiss FM y en el Grand Bazaar en Estambul, Turquía. La artista también presentó la pista en el World Trade Center Ciudad de México, donde además interpretó un cover de la canción de Justin Bieber «Love Yourself» (2015) y una versión acústica de su sencillo "Endless" (2011), y fue la encargada de abrir el Festival Untold en 2016. Para el show de talentos rumano Te cunosc de undeva!, Carmen Simonescu personificó a Inna e interpretó «Bop Bop» en el escenario.

## Formatos
- Descarga digital[29]

1. «Bop Bop» (featuring Eric Turner) – 3:25

- Remezclas oficiales [30]

1. «Bop Bop» (featuring Eric Turner) [Deepierro Remix] – 3:27
2. «Bop Bop» (featuring Eric Turner) [Embody Remix] – 3:24
3. «Bop Bop» (featuring Eric Turner) [Global B Remix] – 4:15
4. «Bop Bop» (featuring Eric Turner) [House of Titans Remix] – 3:41
5. «Bop Bop» (featuring Eric Turner) [Jordan Viper Remix] – 5:14
6. «Bop Bop» (featuring Eric Turner) [Shandree Remix] – 4:12

## Posicionamiento en listas
| Polonia | Polish Airplay Top 100 | 94 |
| Rumania | Airplay 100            | 2  |

| Rumania | Airplay 100 | 37 |

## Historial de lanzamiento
| Región         | Fecha               | Formato          | Discográfica   |
| -------------- | ------------------- | ---------------- | -------------- |
| Francia        | 14 de julio de 2015 | Descarga digital | Roton • Empire |
| Alemania       | 14 de julio de 2015 | Descarga digital | Roton • Empire |
| Italia         | 14 de julio de 2015 | Descarga digital | Roton • Empire |
| Países Bajos   | 14 de julio de 2015 | Descarga digital | Roton • Empire |
| Rumania        | 14 de julio de 2015 | Descarga digital | Roton • Empire |
| Rusia          | 14 de julio de 2015 | Descarga digital | Roton • Empire |
| Reino Unido    | 14 de julio de 2015 | Descarga digital | Roton • Empire |
| Estados Unidos | 24 de julio de 2015 | Descarga digital | Roton • Empire |